# 빈호흡
빈호흡(頻呼吸, 영어: tachypnea)은 호흡 횟수가 비정상적으로 증가한 상태를 의미한다. 빠른호흡이라고도 한다. 안정상태에서 성인에서 정상 호흡수는 분당 12회에서 20회이며, 이보다 증가된 호흡수를 빈호흡으로 정의할 수 있다. 영아 및 소아, 청소년의 경우 호흡수가 성인에 비해 많기 때문에 빈호흡의 기준이 나이에 따라서 다르게 정의된다.

## 같이 보기
- 호흡수
- 과호흡